# Abner Records
Abner Records – podwytwórnia Vee-Jay Records. Jej pierwotna nazwa to Falcon Records, jednak została zmieniona w 1958, odkąd okazało się, że nazwa Falcon Records już jest zarejestrowana. Etykiety były związane z Ewartem Abnerem, który był głównym menedżerem Vee-Jay Records.